# Бої за Ясинувату
Бої за Ясинувату — серія боїв літа 2014 року за населений пункт Ясинувата у війні на Донбасі. Контроль на Ясинуватою має визначальне значення у контролі шляхів сполучення між Донецьком і Горлівкою.

## Події
Під час війни місто було захоплене угрупованнями проросійських бойовиків.

### Бої за контроль міста
Звільнене 4 серпня 2014 року. На наступний день місто здали терористам задля уникнення великих жертв серед місцевого населення.
17 серпня відбулось повторне звільнення 95-ю бригадою ЗСУ. Однак бої на околицях продовжувались і надалі, тому остаточна зачистка міста затяглась на декілька днів, запеклі позиційні бої відбувалися 18 серпня. В часі цих боїв загинули Мушта Максим Олександрович — молодший сержант, полк спеціального призначення НГУ «Ягуар» та Кондратенко Василь Олексійович, солдат, 95-та бригада.

### Втрата блокпосту
13-14 вересня відбулася спроба бойовиків «ДНР» вибити українські війська з позицій силами 1 танку, 3-х БТР та близько 300 осіб піхоти під прикриттям реактивної та ствольної артилерії. Сили АТО відбили спробу прориву бойовиків і відкинули ворога на кілька кілометрів від міста, Андрій Лисенко: "Бойовики діяли під прикриттям артилерії і вогню з установок «Град».
17 вересня «Еспресо.TV» з посиланням на журналіста «Інтера» Романа Бочкалу повідомило, що українські військові втратили контроль над блокпостом біля Ясинуватої і відступили від міста на кілька кілометрів. «Поки влада шле пропозиції терористам одну кращу за іншу в рамках „досягнутого перемир'я“, терористи продовжують наступати. Проривати нашу лінію оборони. За інформацією бійців 93 бригади, сьогодні вони втратили контроль над блок-постом біля Ясинуватої. Українські військові були змушені відійти на кілька кілометрів у результаті обстрілу „Градами“, удару танкової групи і значної переваги живої сили противника. За словами наших бійців, проти них „працювали чеченці“».

### Бої у промзоні
У березні 2016 року бойові дії поряд з Ясинуватою поновилися в результаті боїв за контроль над автотрасою Донецьк — Костянтинівка.